# Chiesa di San Giovanni in Monte
La chiesa di San Giovanni in Monte (San Żvân in Månt in bolognese) è un edificio religioso di Bologna, situato nell'omonima piazza.

## Storia
Citata in documenti dal 1045, fu ampliata in stile romanico nel 1286, e di nuovo modificata nel corso del XV secolo. Sorge su una collina artificiale che doveva riprodurre il monte Oliveto, nell'ambito della rievocazione dei luoghi della passione di Cristo che comprendeva il vicino complesso delle "Sette chiese". La tradizione attribuisce a san Petronio una prima fondazione di questo edificio, in forma di pianta centrale.
Dal XVII secolo in questo edificio venivano eseguiti i concerti annuali dell'Accademia Filarmonica dedicati a S. Antonio da Padova; resta celebre quello del 30 agosto 1770, al quale probabilmente assistette il giovane Mozart, allora quattordicenne.
La facciata, del 1474, fu realizzata su progetto di Domenico Berardi e restaurata nel 1914. Si ispira, con il fronte trilobato, a esempi dell'architettura veneziana. Il protiro (del 1588-1589]) ingloba un rilievo di un'aquila in terracotta, opera del 1480 circa di Niccolò dell'Arca: danneggiata dai bombardamenti del 1944, fu in seguito ricomposta con i frammenti originali.
Il campanile è del Due-Trecento, mentre il tiburio ottagonale risale al 1496 ed è opera di Domenico Balatino.
Sul campanile è issato un concerto di 4 campane, con queste caratteristiche:
1. campana (grossa)                                                     nota: sol3; diametro: cm 99,5; fonditore: Ugolino di Toscolo; anno: 1344; peso: circa kg 650
2. campana (mezzana)                                                  nota: la3; diametro: cm 94,3; fonditore: Leone Vernizzi; anno: 1507; peso: circa kg 500
3. campana (mezzanella)                                               nota: si3; diametro: cm 70,5; fonditore: G. B. De Poli (Udine); anno: 1950; peso: circa kg 250
4. campana (piccola)                                                   nota: re4; diametro: cm 62; fonditore: G. B. De Poli (Udine); anno: 1951; peso: circa kg 150

La campana maggiore risulta la più antica della città attualmente "in servizio" su un campanile (la maggiore del SS.Salvatore, dello stesso fonditore e più vecchia di 11 anni, è inservibile in quanto incrinata). Le due campane minori sostituiscono altri due bronzi più antichi, requisiti per la seconda guerra mondiale. Le campane sono montate e suonabili "alla bolognese" su castello in legno, e il loro azionamento è completamente manuale (solo per i segnali ordinari sono presenti gli elettrobattenti esterni che percuotono le campane ferme). Nel complesso il concerto, pur non eccellendo in qualità timbrica, risulta comunque accordato e musicalmente accettabile.

## Descrizione

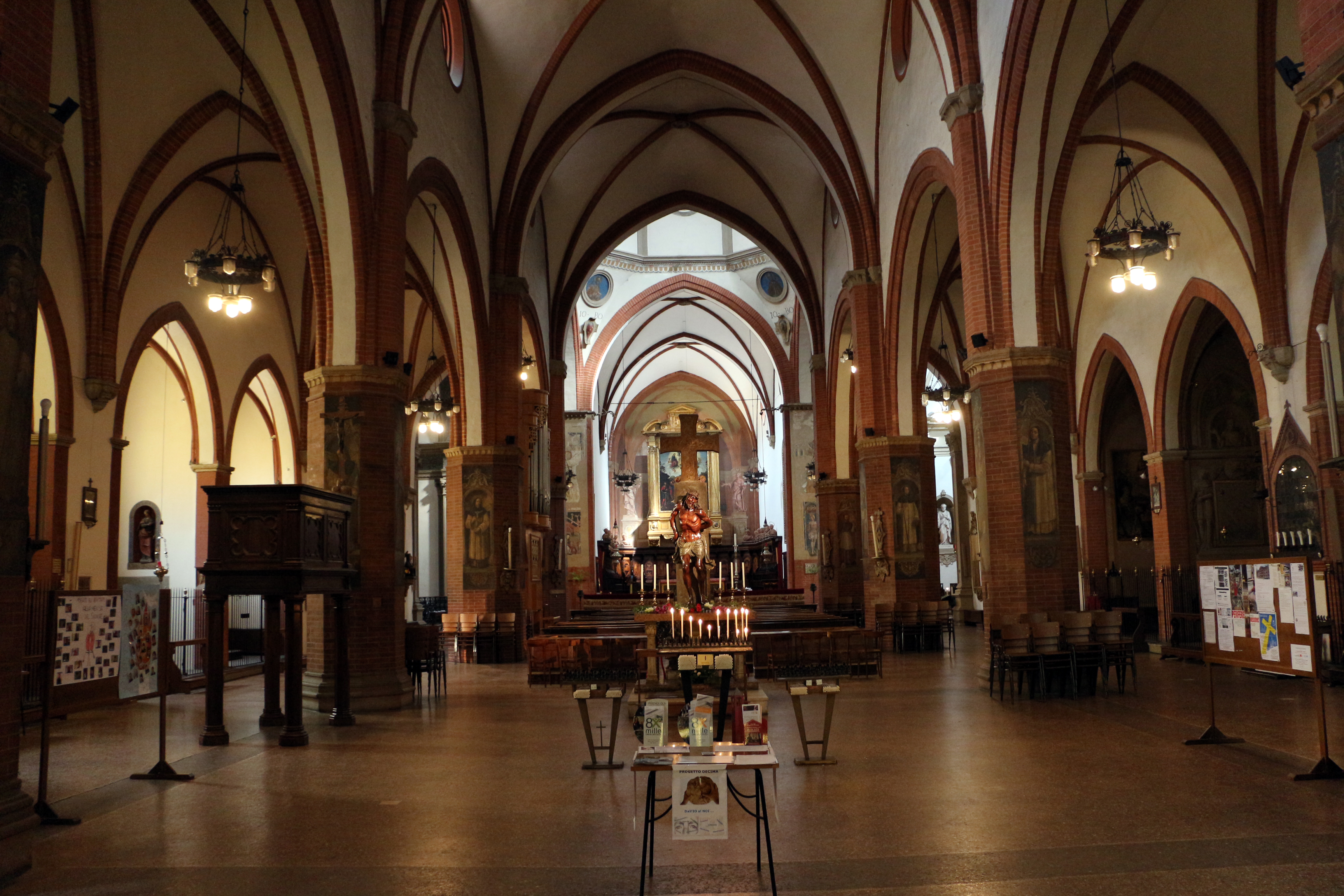
Interno

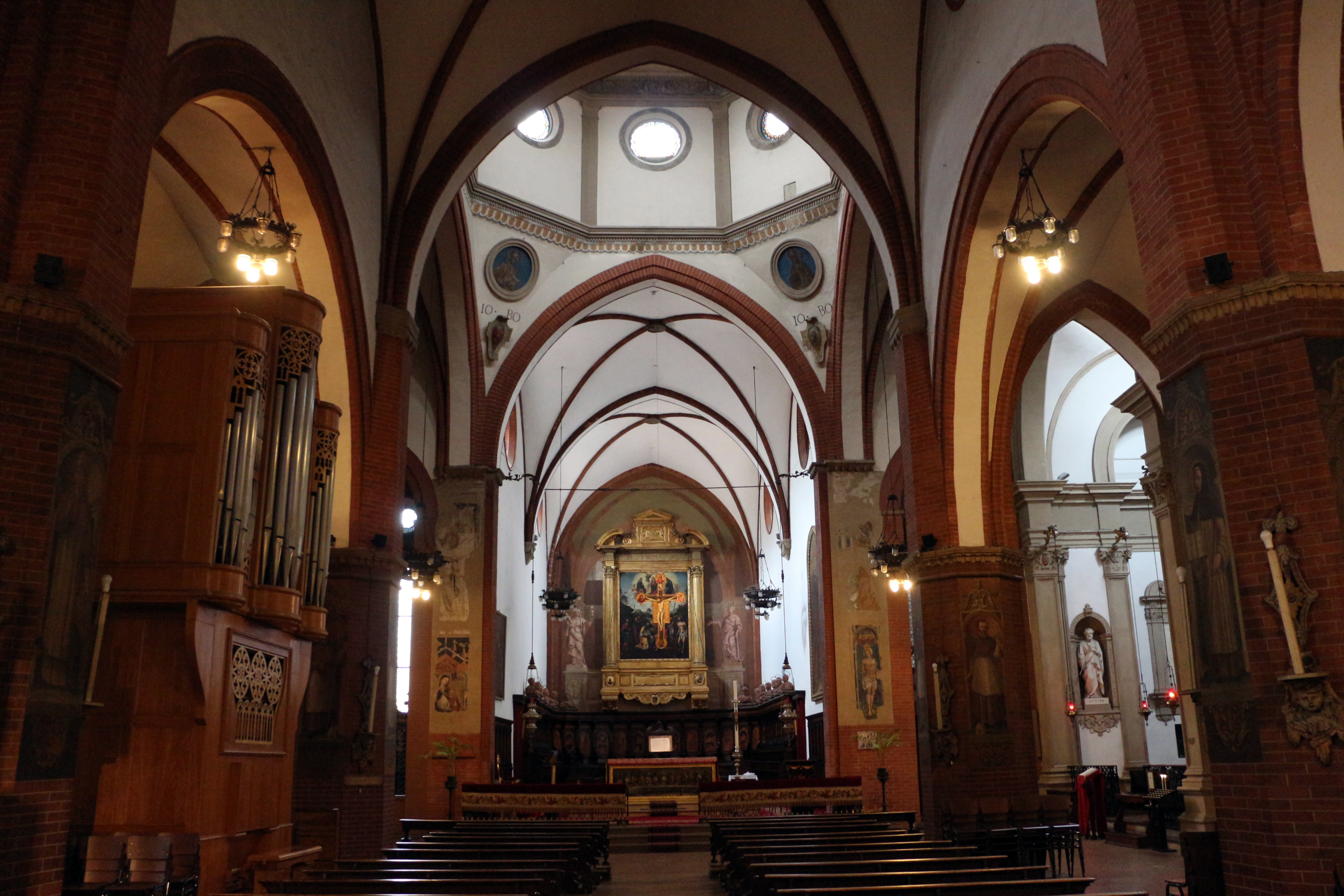
Il presbiterio

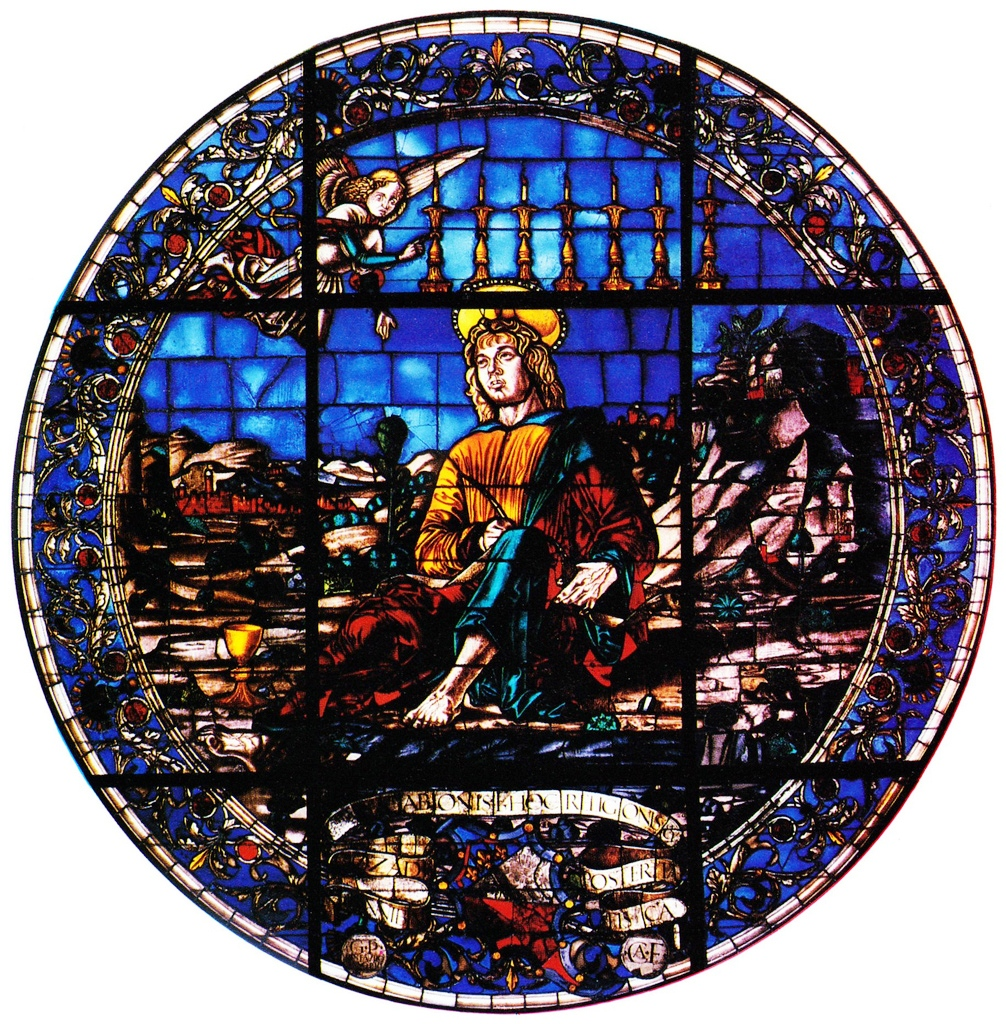
La vetrata su disegno di Francesco del Cossa

L'interno ha forme gotiche, con un impianto a croce latina, tre navate divise da pilastri ottagonali e una copertura a volte a crociera costolonate. L'ampio presbiterio fu costruito nel 1517 da Arduino Arriguzzi e restaurato nel 1904 da Alfonso Rubbiani.
I pilastri sono decorati da affreschi votivi di santi, in parte opera di Giulio e Giacomo Francia. Le due vetrate della facciata, tra cui quella del grande rosone centrale, sono del 1467-1481, eseguite dai fratelli Giacomo e Domenico Cabrini su disegno di Francesco del Cossa.
Al centro della navata principale si trova un grande croce dall'antica chiesa, poggiante su un capitello romano rovesciato; alla colonna è addossata una scultura raffigurante un Cristo alla colonna in legno di fico, attribuito a Giovanni Angelo e Tiburzio del Maino.
Le navate laterali si allargano in numerose cappelle laterali. Da destra, in senso antiorario, un Noli me tangere di Girolamo da Treviso; nella seconda la Crocifissione tra i santi Pietro e Matteo di Bartolomeo Cesi; nella terza il Martirio di san Lorenzo di Pietro Faccini (1590); la quarta non ha decorazioni di rilievo, mentre la quinta presenta un Sant'Aniano di Benedetto Gennari junior; nella sesta un affresco frammentario della Madonna col Bambino di Lippo di Dalmasio (inizio del XV secolo); la settima infine, alla testata del transetto, ha la grande pala della Madonna in trono e santi di Lorenzo Costa (1497).
Nel coro un'altra pala di Lorenzo Costa, l'Incoronazione della Vergine (1501). Il coro intarsiato è opera del 1518-1523 di Paolo Sacca, decorato da busti in terracotta di Zaccaria Zacchi da Volterra. La parete sinistra è decorata da un Crocifisso su tavola dello pseudo Jacopino (inizio del XIV secolo), mentre quella destra ha la Natività della Vergine di Cesare Aretusi e Giovan Battista Fiorini (1580 ca.).
La cappella alla testata del transetto sinistro fu commissionata ad Arduino degli Arriguzzi da Elena Duglioli dall'Olio nel 1514-16. Qui si trovava la celeberrima pala dell'Estasi di santa Cecilia (1518) di Raffaello: alienata da Napoleone per essere esposta nella Grande Galerie del Louvre, fu riportata a Bologna da Antonio Canova e collocata nella Pinacoteca Nazionale. Nel 1860-61 Clemente Alberi ne ha dipinto una copia sostituiva collocata nella cappella all'interno della cornice attribuita ad Andrea Marchesi, che a oggi è l'unica cornice originale e coeva di un dipinto di Raffaello pervenutaci. Sul sarcofago sottostante, quattro angeli reggi-cero in legno dorato anch'essi attribuiti ai fratelli Del Maino; il sarcofago, in cristallo, mostra il corpo incorrotto, mummificato, di Elena Duglioli.
Nella navata sinistra, sempre procedendo in senso antiorario, si incontrano una pala di Francesco Gessi (Chiamata degli apostoli Giovanni e Giacomo, tra la sesta e quinta cappella), una copia dell'Annunciazione di Guido Reni dell'allievo Ercole de Maria  (quarta cappella) e il monumento al medico Giovanni Tosino (1527, tra terza e seconda cappella, dove si trova anche la porta alla scalinata voltata che immette in via Santo Stefano, fiancheggiata da varie memorie funebri da pavimento della chiesa). Nella seconda cappella, di deliziosa architettura barocca, si trova il San Francesco che adora il Crocefisso del Guercino (1645), e in alto, sulle pareti laterali, un San Girolamo e una Santa Maria Maddalena della pittrice Angela Teresa Muratori, allieva di Gian Gioseffo Dal Sole.
Dalla chiesa provengono anche la Madonna in gloria e santi del Perugino (Pinacoteca Nazionale di Bologna) e una predella di Ercole de' Roberti (Gemäldegalerie di Berlino).

## Museo parrocchiale
Il piccolo museo parrocchiale espone preziosi arredi sacri, notevoli reliquiari e alcuni dipinti, tra cui un affresco staccato con la Madonna col Bambino del Trecento.

## Ex-monastero

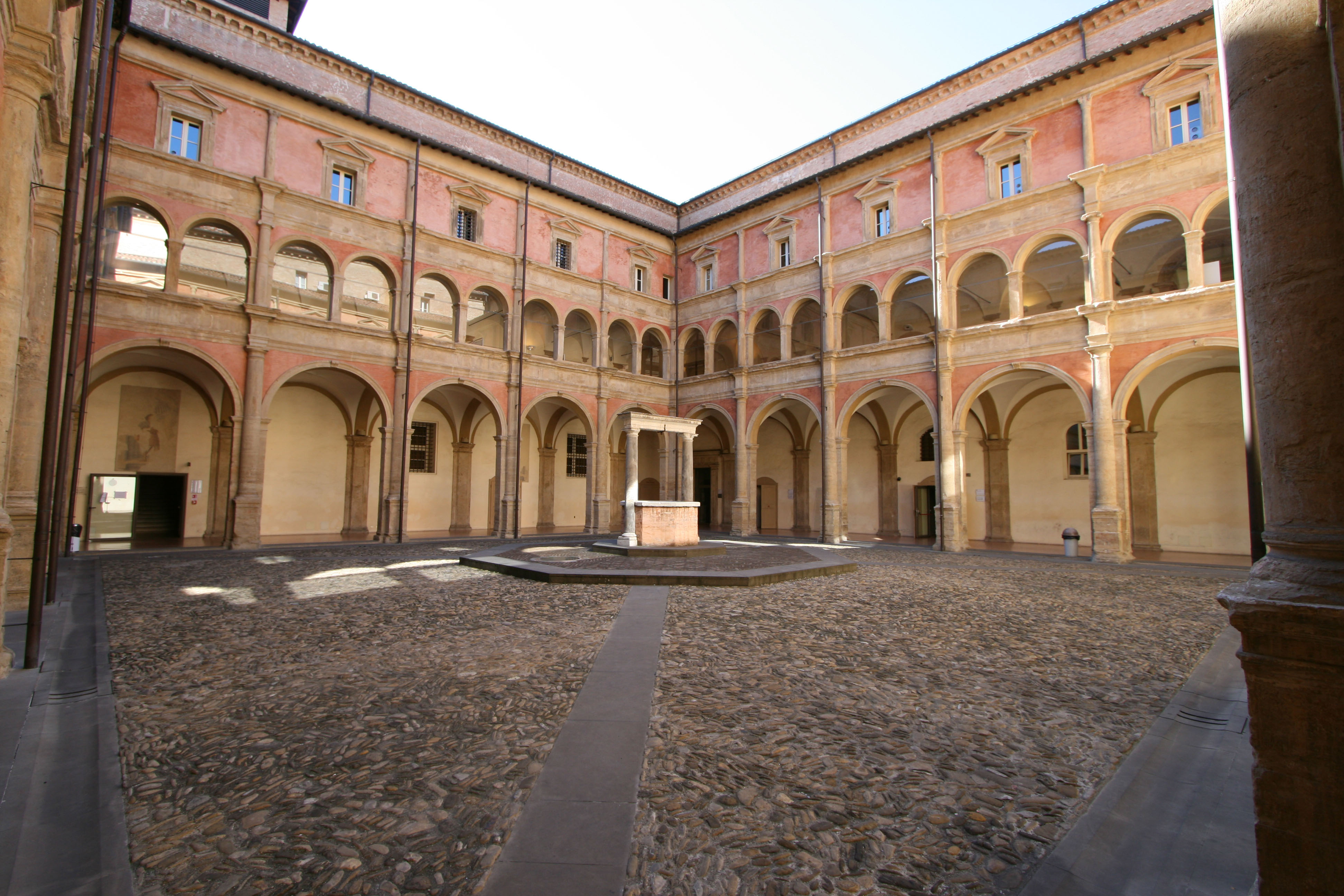
L'ex monastero ed ex carcere, ora sede universitaria

L'attiguo monastero contiene i chiostri rinascimentali realizzati da Antonio Morandi nel 1543-1549 per i Canonici Lateranensi, che officiavano la chiesa.
L'occupazione francese soppresse il monastero e adibì la struttura a tribunale e carcere a partire dal 1797. Rimase una struttura penitenziaria fino al 1984. Durante il periodo fascista, qui venivano imprigionati gli oppositori politici e i partigiani catturati, prima di essere prelevati per la fucilazione o per il trasferimento presso i campi di sterminio nazisti.
Cessata la funzione detentiva, negli anni novanta i chiostri furono restaurati in base al "Progetto Acropoli" coordinato dall'architetto Roberto Scannavini per ospitare, a partire dal 1996, alcuni dipartimenti universitari. Il restauro portò anche al recupero degli affreschi di Bartolomeo Cesi che ornano l'ex-refettorio, ora aula Giorgio Prodi.
Oggi l'ex monastero è sede del Dipartimento di Storia, Culture e Civiltà dell'Università di Bologna.